# Apeninos campanos
Los Apeninos campanos (en italiano, Appennino campano) es el tramo de la cadena montañosa de los Apeninos que se encuentra en la Campania. Los Apeninos campanos son una parte de los Apeninos meridionales.
Los Apeninos campanos se extienden desde Camposauro (1388 m - en el Taburno Camposauro) hasta la Sella di Conza (700 m - entre Avellino y Potenza) que une el Valle del Sele (vertiente tirrena) con el del Ofanto (adriática).

## Macizos principales
Los macizos principales que componen los Apeninos campanos son:
- Macizo del Partenio
- Montes Picentinos
- Taburno Camposauro

## Montañas principales
- Cervialto - 1.809 m
- Terminio - 1.806 m
- Polveracchio - 1.790 m
- Raiamagra - 1.667 m
- Accellica - 1.660 m
- Mai - 1.607 m
- Pizzo San Michele - 1.567 m
- Partenio - 1.480 m.
- Toppa Riviezzo  - 1.475 m
- Taburno - 1393 m
- Camposauro - 1390 m
- Alto Rotondi - 1305 m